# Otakar Ševčík
Pour les articles homonymes, voir Ševčík.

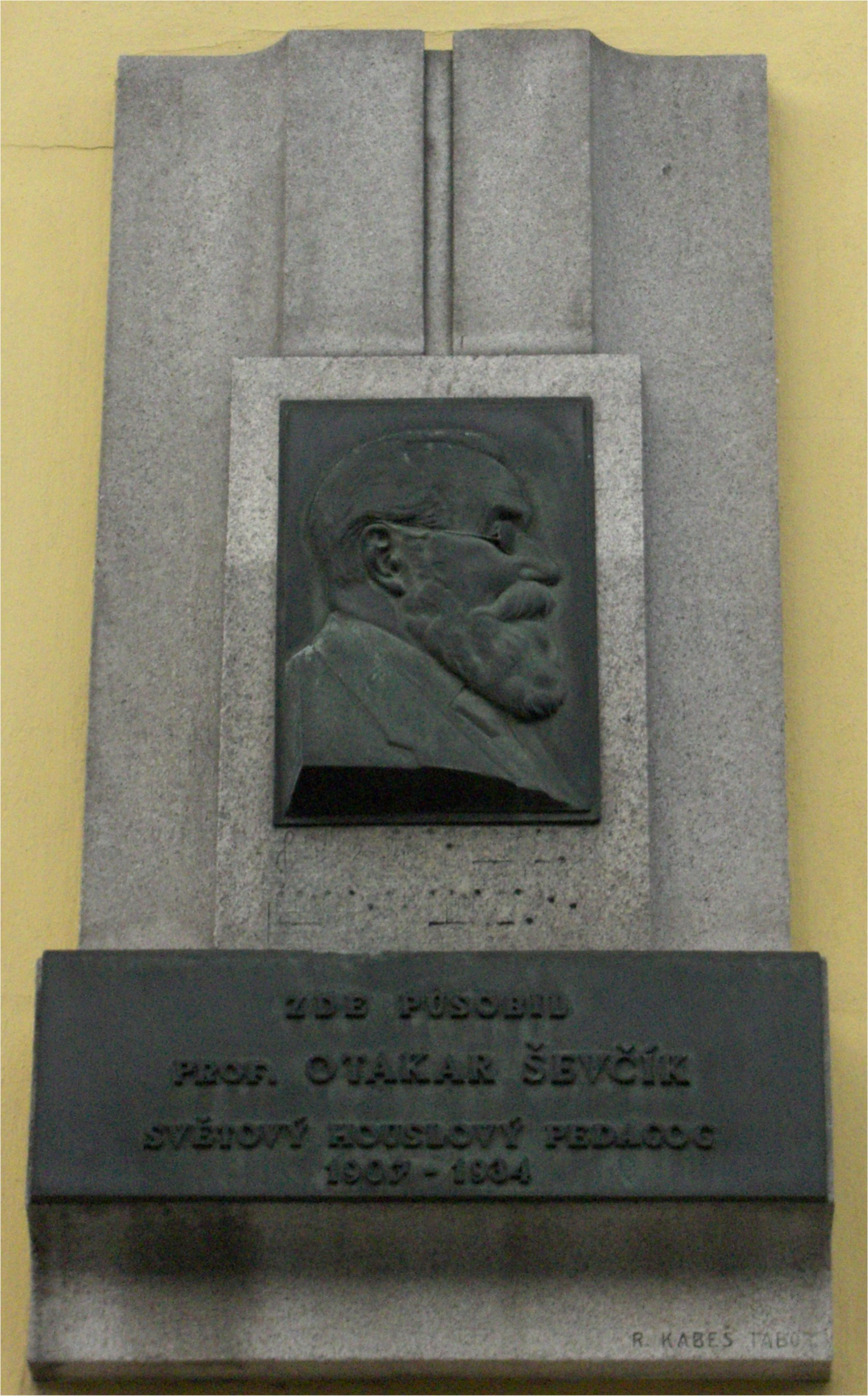
Otakar Ševčík.

Otakar Ševčík (Horažďovice, 22 mars 1852 à Horažďovice - Písek, 18 janvier 1934 ) est un violoniste et compositeur tchécoslovaque.

## Biographie
Otakar Ševčík a étudié au Conservatoire de Prague avec Antonín Bennewitz (1866–1870). Il a commencé en 1870 sa carrière comme premier violon aux concerts du Mozarteum de Salzbourg. Après 1873, il a été premier violon au Théâtre national de Prague et à l'opéra comique au Ringtheater à Vienne.
Musicien virtuose à l'image de Paganini, Ševčík fut violon solo de l'orchestre du Mozarteum de Salzbourg à partir de 1870, du Théâtre national de Prague, et de l'Opéra-comique de Vienne, puis professeur au Conservatoire de Prague.
À partir de 1901, il enseigna aux États-Unis.
Parmi ses élèves apparaissent les noms de Jan Kubelík, Jaroslav Kocian, Rudolf Kolisch, Marie Hall, Václav Talich, Erika Morini, Dragan Prokopiev.
Otakar Ševčík est considéré comme l'un des fondateurs de la pédagogie moderne du violon : ses travaux ont formé la base de nombreuses écoles de musique de par le monde.

## Œuvres
- Études de la technique du violon, Op. 1 - Part 1, 2, 3, 4
- Études de la technique du violon, Op. 2 - Part 1, 2, 3, 4, 5, 6
- Études de la technique du violon, Op. 6 - Part 1, 2, 3, 4, 5, 6, 7
- Études de la technique du violon, Op. 7 - Part 1, 2
- Études de la technique du violon, Op. 8
- Études de la technique du violon, Op. 9
- 40 variations pour violon, op. 3